# Безбожка река
Безбо̀жката рѐка е река в Северен Пирин, която извира от Безбожкото езеро. Другото име на реката е Дуиловица. Реката тече на североизток и е десен приток на река Места, в която се влива в местността Лушин.
Безбожката река е с дължина 16 километра и е разположена на около 1375 метра надморска височина. Богата е на пъстърва. В горната и средната си част речната долина е дълбоко врязана в гранити, гнайси и амфиболити, а в долната си част - в пясъчници и конгломерати. Поречието е обрасло с клек в горната си част и със смърч, ела, бор и други в средната и долната си част.